# Thecla cydonia
Thecla cydonia är en fjärilsart som beskrevs av Druce 1890. Thecla cydonia ingår i släktet Thecla och familjen juvelvingar. Inga underarter finns listade i Catalogue of Life.